# Алианц България
Застрахователно и презастрахователно акционерно дружество „България“ (сега ЗАД „Алианц България“) е първото частно застрахователно дружество в България след падането на комунистическия режим през 1989 г. Дружеството е основано през 1991 г. със седалище София.
Алианц България Холдинг е създаден през 1998 г., след като германския застрахователен концерн Allianz SE, Мюнхен закупува 51% от акциите на съществуващия дотогава „България Холдинг“. Днес делът на Allianz SE е 66,16% от акциите на „Алианц България Холдинг“.
Алианц България Холдинг се състои от седем дружества и предлага услуги в застрахователния, осигурителен и банков сектор. Дружествата са: ЗПАД „Алианц България“, ПОД Алианц България, ТБ Алианц България, ЗАД Енергия, Алианц Лизинг & Сървисиз, Алианц България Живот и България НЕТ.
В края на 2004 г. активите на компанията са около един милиард лева.
Изпълнителен директор и собственик на 1,79% от дружеството е Димитър Желев, а председател на Съвета на директорите е д-р Клаус Юнкер – изпълнителен вицепрезидент на „Алианц“ АД, Мюнхен.